# إميل ستيرن
إميل ستيرن (بالفرنسية: Emil Stern)‏ هو ملحن وكاتب أغاني فرنسي، ولد في 28 أبريل 1913 في باريس في فرنسا، وتوفي في 14 يناير 1997 في كان في فرنسا.

## وصلات خارجية
- إميل ستيرن على موقع IMDb (الإنجليزية)
- إميل ستيرن على موقع ميوزك برينز (الإنجليزية)
- إميل ستيرن على موقع أول ميوزيك (الإنجليزية)
- إميل ستيرن على موقع ديسكوغز (الإنجليزية)